# Ellsworth (stacja antarktyczna)
Ellsworth – nieistniejąca obecnie stacja polarna należąca do Stanów Zjednoczonych, a następnie Argentyny. Była położona na Lodowcu Szelfowym Filchnera u wybrzeża Antarktydy.

## Położenie i warunki
Stacja znajdowała się na lodowcu szelfowym na Morzu Weddella, w niewielkiej odległości od argentyńskiej stacji Belgrano. Nazwa stacji upamiętnia Lincolna Ellswortha, amerykańskiego badacza Antarktydy i sponsora wypraw polarnych.

## Historia i działalność
Stacja Ellsworth została założona przez Stany Zjednoczone w styczniu 1957, w ramach Międzynarodowego Roku Geofizycznego. Już 17 września 1958 stacja została przekazana Argentyńczykom, wraz ze sprzętem i zapasami. Na mocy porozumienia kwestiami logistycznymi miał zarządzać rząd w Buenos Aires, a program badawczy mieli realizować wspólnie uczeni z obu krajów. Prowadzone były obserwacje meteorologiczne, badania jonosfery i zórz, a także glacjologiczne i z zakresu fizjologii w klimacie polarnym. W styczniu 1962 roku kpt. Hermes Quijada wykonał lot ze stacji Ellsworth nad biegun południowy, jako pierwszy Argentyńczyk. Ruch Lodowca Szelfowego Filchnera sprawił, że konstrukcja stacji ulegała stopniowemu odkształceniu; 30 grudnia 1962 stacja została ewakuowana. Pozostałości stacji zostały pokryte przez śnieg, a następnie zatopione, kiedy od lodowca szelfowego oddzieliły się góry lodowe.